# Goedereede
Goedereede este o comună și o localitate în provincia Olanda de Sud, Țările de Jos.

## Localități componente
Ouddorp, Oostdijk, Goedereede, Havenhoofd, Stellendam.